# Valea Morilor (arie protejată)
Valea Morilor este o arie protejată de interes național ce corespunde categoriei a IV-a IUCN (rezervație naturală de tip botanic), situată în județul Cluj, pe teritoriul administrativ al comunei Feleacu.

## Localizare
Aria naturală se află în nord-vestul Transilvaniei, în partea central-estică a județului Cluj și cea sudică a satului Feleacu, în imediata apropiere a drumului național DN1 care leagă municipiul Târgu Mureș de Cluj-Napoca.

## Descriere

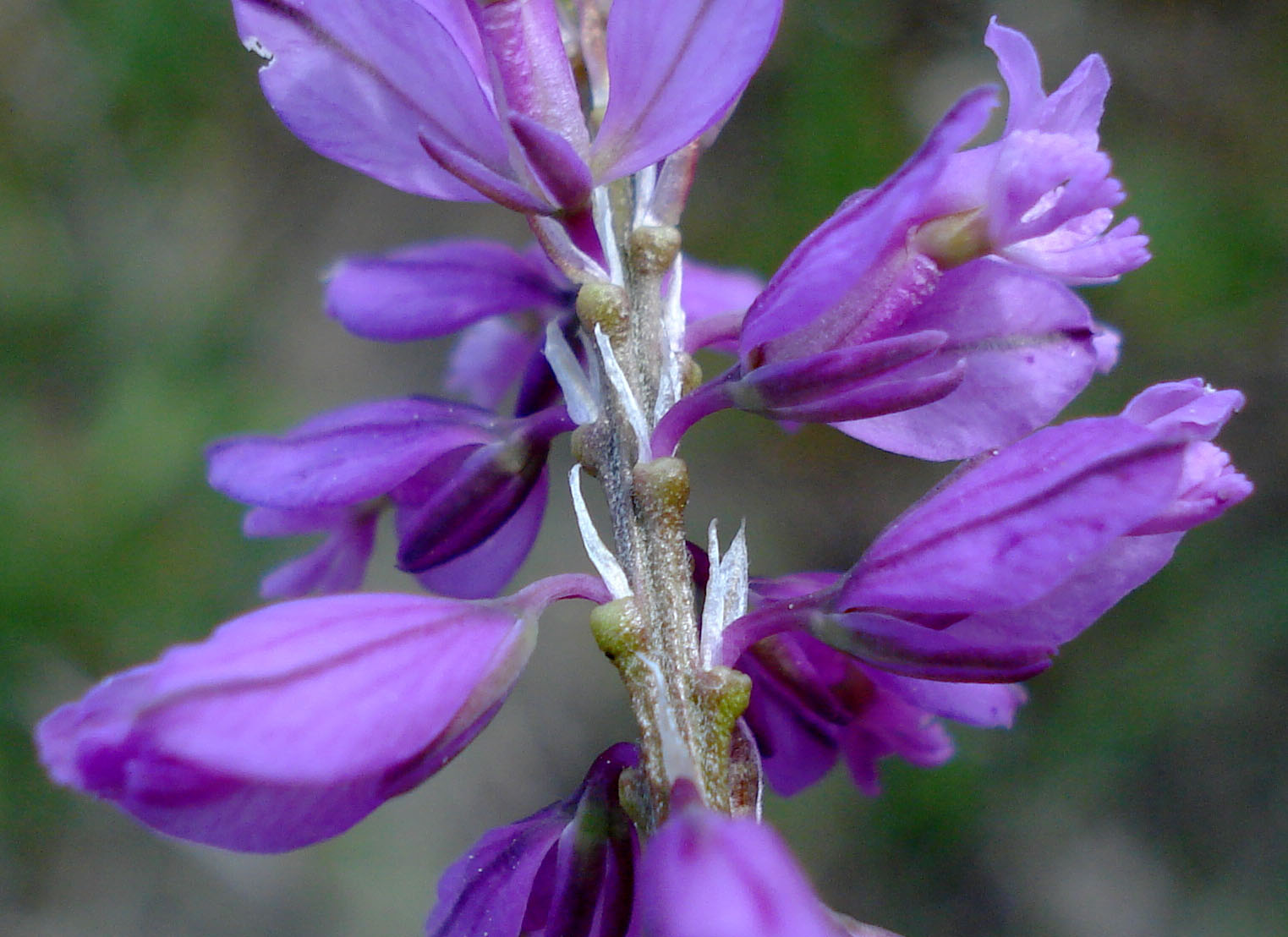
Şerpânţă (Polygala vulgaris)

Rezervația naturală „Valea Morilor” (înființată în anul 1974) a fost declarată arie protejată prin Legea Nr.5 din 6 martie 2000, publicată în Monitorul Oficial al României, Nr.152 din 12 aprilie 2000 (privind aprobarea Planului de amenajare a teritoriului național - Secțiunea a III-a - zone protejate) și se întinde pe o suprafață de 2 hectare.
Aria protejată reprezintă o zonă de pajiști xeromezofile și tufărișuri, cu o floră diversificată, unde sunt întâlnite diferite specii vegetale rare, printre care: papucul doamnei (Cypripedium calceolus), stânjenelul de stepă (Iris ruthenica), sau o specie din genul Polygala, cunoscută sub denumirea populară de șerpânță (Polygala vulgaris).

## Obiective turistice
În vecinătatea rezervației naturale se află mai multe obiective de interes turistic (lăcașuri de cult, monumente istorice, zone naturale, astfel:

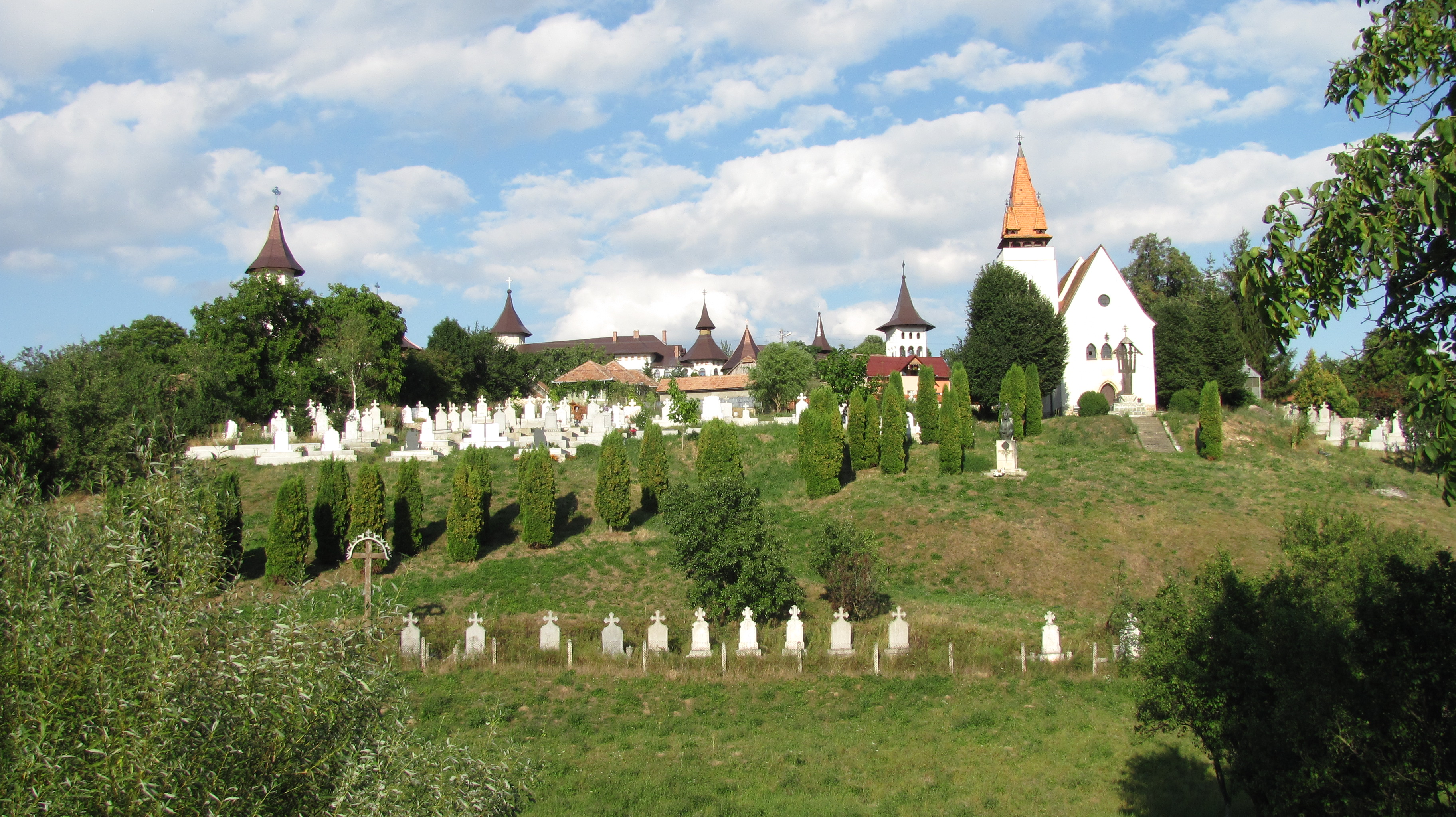
Biserica ortodoxă din Feleacu

- Biserica ortodoxă „Cuvioasa Parascheva” din satul Feleacu  construită între 1486-1488 cu sprijinul domnitorului Ștefan cel Mare, ca reședință a episcopilor de Feleac. Monument de arhitectură gotică de tip biserică-sală, cu picturi murale interioare și icoane executate de zugravul Nistor din satul Feleacu, în perioada 1760-1765.
- Mănăstirea "Sfânta Troită" si Casa muzeu
- Biserica romano-catolică din satul Gheorgheni, construcție secolul al XV-lea, monument istoric
- Valea Căprioarelor, zonă naturală de interes floristic și peisagistic